# Улица Маши Порываевой
Улица Ма́ши Порыва́евой (до 21 сентября 1962 года — часть бывшей Домниковской улицы) — улица в центре Москвы в Красносельском районе между проспектом Академика Сахарова (от Докучаева переулка) и Каланчёвской улицей. Проходит на северо-восток и выходит на Каланчёвскую улицу напротив Комсомольской площади. Продолжается за площадью как Краснопрудная улица. Отдельные дома относятся к проспекту Академика Сахарова, с которым улица составляет единую магистраль.

## Происхождение названия
В 1962 году Домниковская улица переименована в память о Марии Григорьевне Порываевой (1922—1942), участнице народного ополчения Москвы, партизанке-разведчице, с 1930 года и до ухода на фронт проживавшей с семьёй на этой улице.
В августе 1942 года Мария Порываева, выполняя задания в тылу врага на оккупированной территории Псковской области под именем Зоя, была ранена и взята в плен эсэсовцами. 13 августа того же года, за несколько дней до своего двадцатилетия, была казнена сотрудниками РСХА, навсегда оставшись в памяти сослуживцев «москвичкой Машей». Из-за юного возраста Марии Порываевой, в названии улицы использовано её уменьшительное имя Маша. О подвиге юной разведчицы участник Великой Отечественной войны, писатель-документалист, корреспондент газеты «Красная звезда» Николай Виссарионович Масолов написал рассказ «Машенька с Домниковки».

## История

### От XVIII до начала XX века
Домниковская улица («Домниковка») названа по имени домовладельца XVIII века Любима Домникова, который начал возводить здесь доходные дома. Первоначально Домниковская улица соединяла Уланский переулок с Каланчёвской площадью.
В 1860 году для осушения болота и строительства Рязанского вокзала протекающий вдоль Домниковки ручей Ольховец, правый приток реки Чечёры, был заключён в каменную трубу.
В самом начале улицы на углу Садовой-Спасской и Домниковской в доме Юрасовых располагалась дешёвая гостиница «Москва», преобразованная в жилищное товарищество и упомянутая Ильфом и Петровым в романе «Двенадцать стульев» как место жительства Авессалома Изнурёнкова. В 1902 году на углу Домниковской улицы и Скорняжного переулка архитектор М. К. Геппенер возводит Домниковский училищный дом, сохранившийся до сих пор, но скрытый за зданием Внешэкономбанка. На улице располагались знаменитые Домниковские бани, вода в которые поступала из Мытищинского водопровода.
В районе Домниковки были распространены дома терпимости и притоны. К началу XX века Домниковка стала одним из злачных мест Москвы, с обитателями которого вели борьбу сотрудники Отдела по борьбе с бандитизмом МУРа. В советский период большинство жилых домов на улице были переоборудованы под «коммуналки».
В 1930-е годы в доме № 25 по Домниковской улице открыта Галенофармацевтическая фабрика, занимающаяся расфасовкой порошков, производством галеновых и гомеопатических препаратов (в настоящее время — ЗАО «Московская фармацевтическая фабрика»).

### Сталинский план
По Генплану Москвы 1935 года Домниковскую улицу предполагалось сделать частью Ново-мясницкого (Новокировского) проспекта от центра города (площади Дзержинского) до трёх вокзалов на Комсомольской площади, однако этот план не был полностью реализован.
В начале 1950-х годов архитектурной доминантой улицы становится одна из семи сталинских высоток — здание гостиницы «Ленинградская» высотой 136 метров. Одновременно со строительством гостиницы ведущая к ней из центра Домниковская улица покрыта асфальтобетоном, реконструирован подземный тоннель ручья Ольховец, а сам ручей отведён в Яузу..

### Новый облик
Авторским коллективом по проектированию нового облика Новокировского проспекта в период с 1968 по 1977 год руководил архитектор П. П. Штеллер. Большинство зданий на Домниковке к середине 1970-х годов было снесено. Фармацевтическая фабрика в 1976 году переведена в новое здание в Коптево.
В период с 1973 по 1978 год проектируется комплекс международных банков (ВЭБ, МИБ, МБЭС), ставший визитной карточкой улицы (первое здание со стороны Садового кольца относится к проспекту Академика Сахарова, второе и третье здания комплекса — к улице Маши Порываевой, правое крыло третьего здания — к Каланчёвской улице). Комплекс создавал авторский коллектив архитекторов во главе с Д. И. Бурдиным. Строительство комплекса началось в 1980 году, закончено в 1986 году. Общая площадь объекта составляет свыше 100 000 м². На строительстве работали приглашённые специалисты из стран-членов СЭВ. Внешние панели зданий облицованы румынским травертином, первые два цокольных этажа — гранитом. Во внутренней отделке использовались мрамор и гранит.
При строительстве комплекса международных банков ось улицы Маши Порываевой со стороны Садового кольца была перенесена на 100 метров восточнее — от Уланского переулка к Новокировскому проспекту. Таким образом, часть исторических зданий, располагавшихся на нечётной стороне бывшей Домниковской улицы, оказалась во дворе комплекса международных банков. Скорняжный переулок, ранее выходивший на Домниковскую улицу, при этом стал тупиковым, а въезд в Докучаев переулок пролегает через арку между первым и вторым зданием комплекса. В настоящее время въезд в эту арку запрещён. Докучаев переулок теперь односторонний. Через эту арку можно только выехать на улицу Маши Порываевой.

### Усечение
С 1990 года улица Маши Порываевой стала на 300 метров короче и дальше от Садового кольца. Её участок от Садовой-Спасской улицы до Докучаева переулка вошёл в состав проспекта Академика Сахарова, образовав с ним единую магистраль.
Определить на местности начало улицы Маши Порываевой стало довольно сложно, поскольку Докучаев переулок скрыт аркой комплекса международных банков, а часть домов имеют нумерацию по проспекту Академика Сахарова и Каланчёвской улице.

### Новейшая история
В 2009 году на улице Маши Порываевой, дом 34 завершено строительство 27-этажного здания бизнес-центра «Домников» (Domnikov) класса «А» в стиле неоконструктивизма, который по состоянию на 2011 год оставался незанятым. Этот бизнес-центр стал первой постройкой XXI века и самым высоким зданием на бывшей Домниковской улице. По состоянию на 2012 год в здании разместились дочерние компании ОАО «РЖД» — ОАО «Федеральная пассажирская компания» и ОАО «Федеральная грузовая компания» (вход с угла здания со стороны Орликова переулка), а также «Росбанк» (вход со стороны проспекта Сахарова).

## Здания и сооружения
по нечётной стороне:
- № 7, стр. А — Международный инвестиционный банк (МИБ); Белвнешэкономбанк; Альфа-банк; газета «Бизнес и банки»
- № 7, стр. Г — Альфа-банк
- № 11 — Международный банк экономического сотрудничества (МБЭС); Росбанк (центральный офис)
- № 27 по Каланчёвской улице — Альфа-банк (центральный офис)

по чётной стороне:
- № 34 — бизнес-центр «Домников»
- № 36 — Арбитражный суд Московской области (почтовый адрес суда: ул. Академика Сахарова, 18)
- № 38 — восьмиэтажный дом 1927 года постройки[12]

## Улица в произведениях искусства
- В художественном фильме «Стажёр» (Мосфильм, 1976) по одноимённому роману Лазаря Карелина часть действия происходит на улице Маши Порываевой.
- В художественном фильме «По семейным обстоятельствам» (Мосфильм, 1977) герой Евгения Евстигнеева — художник Николай рисует городские пейзажи на Домниковке, а его мать Изольда Тихоновна (Евгения Ханаева), рассказывая о дореволюционном прошлом улицы, произносит крылатую фразу «В наше время художник не может работать стихийно. Надо знать, что увековечивать».
- Улица Маши Порываевой упоминается в рассказе Виктора Пелевина «Акико».
- Улица Домниковка упоминается в рассказе "Месть" Льва Шейнина из первой книги сборника "Записки следователя".
- В романе братьев Вайнеров «Гонки по вертикали» Лёха Дедушкин обворовывает магазин, расположенный на Домниковке.
- В книге Эдуарда Лимонова «Книга Воды» присутствует рассказ «Бани на улице Маши Порываевой», где описывается, как автор с женой Анной Рубинштейн приходил мыться в ранее расположенные на улице общественные бани. Время действия рассказа — 1968 год